# Bundesstrasse 432
Bundesstrasse 432 är en förbundsväg i förbundsländerna Hamburg och Schleswig-Holstein. Vägen går mellan Hamburg och Scharbeutz. Vägen korsar bland andra motorvägarna A1 och A7.